# Tantric
Tantric – post-grunge(owy) zespół pochodzący z Louisville. Grupa wydała od 2001 roku cztery albumy, chociaż dwa ostatnie nagrane zostały w zupełnie zmienionym składzie, bowiem z założycieli pozostał tylko wokalista Hugo Ferreira.

## Historia
Zespół założony został w 1999 r. przez trzech byłych członków grupy "Days of the New" (Jesse Vest, Todd Whitener, Matt Taul), do których dołączył wokalista Hugo Ferreira. Początkowo występowali pod nazwą C-14, którą po krótkim czasie zmienili na Tantric i tego samego roku podpisali umowę z Maverick Records. Tantric nagrał debiutancką płytę pod tym samym tytułem przy współpracy z producentem Toby Wright, która wydana została w 2001 r. i zajęła 193 miejsce w zestawieniu dwustu najlepiej sprzedających się albumów. Zaowocowało to wspólną trasą koncertową z takimi zespołami jak Kid Rock, czy Creed.
Drugi album grupy "After We Go", ponownie wyprodukowany przez Wrighta, wydany został w lutym 2004 r. i promował go singiel "Hey Now". Opisany jako cięższy niż pierwszy, zadebiutował na 56. miejscu Billboard 200. Niestety płyta ta nie odniosła takiego sukcesu jak album debiutancki, niemniej jednak zespół koncertował wspólnie z grupami 3 Doors Down oraz Shinedown przez większą część 2004 roku.
W roku 2005 grupę opuścił Jesse Vest, pragnąc spędzać więcej czasu z rodziną. Zastąpił go Bruce LaFrance. W nowym składzie zespół zaczął pracę nad kolejną płytą, wstępnie zatytułowaną Tantric III, mającą się ukazać w maju 2006 r. Grupa nagrała kilkanaście utworów min. "People", "Worth Waiting For", "Stay With You" oraz "Locked Out". Powstały jednak komplikacje takie jak zerwanie współpracy z wytwórnią fonograficzną w marcu 2006 r, oraz aresztowanie Matta Taul w 2007 r. oskarżonego o posiadanie narkotyków. W końcu 8 maja 2007 roku na stronie MySpace pojawiły się trzy piosenki z tej płyty. Taul trafił do więzienia, ale po kilku miesiącach został zwolniony, zaś Bruce LaFrance odszedł od zespołu.
Hugo Ferreira rozpoczął poszukiwania nowego zespołu, werbując jako nowych członków byłego perkusistę grupy Fuel Kevina Miller, gitarzystę Dramagods Joe Pessia, basistę Erika Leonhardt, oraz Marcusa Ratzenboeck grającego na elektrycznych skrzypcach. Wkrótce potem, Tantric ogłosił współpracę z wytwórnią Silent Majority Group. Jako że Ferreira pozostał jedynym członkiem z oryginalnego składu, wydanie Tantric III zostało zaniechane. W uzasadnieniu Ferreira powiedział, że nie chce produkować albumu, który częściowo napisany został przez byłych członków zespołu Whitenera i Taula. Jednak ostatnie wypowiedzi Ferreira z wywiadów jakie udzielił poważnie zwiększają prawdopodobieństwo jej wydania. Hugo stwierdził, że nie planuje wydania jej w wielkim stylu, lecz chciałby aby trafiła ona do fanów jako prezent za ich poparcie. Tantric już w nowym składzie nagrał 10 utworów z całkowicie odnowioną wersją "The One", które wydał na płycie pod nazwą "The End Begins" w dniu 22 kwietnia 2008 roku.
W dniu 9 marca 2009 r. Tantric ogłosił na stronie MySpace, że są w trakcie nagrywania nowego albumu, który będzie zatytułowany Mind Control. Producentem płyty został Brett Hestla znany ze współpracy z grupą Creed, a całość ujrzała światło dzienne 4 sierpnia.

## Skład

### Obecni członkowie
- Hugo Ferreira – wokal
- Erik Leonhardt – gitara basowa
- Richie Monica – perkusja
- Joe Pessia – gitara
- Marcus Ratzenboeck – skrzypce elektryczne

### Byli członkowie
- Todd Whitener
- Jesse Vest
- Joey Stamper
- Kevin McCreery
- Matt Taul
- Bruce LaFrance
- Kevin Mille

## Dyskografia

### Albumy
| Rok  | Tytuł          |
| ---- | -------------- |
| 2001 | Tantric        |
| 2004 | After We Go    |
| 2008 | The End Begins |
| 2009 | Mind Control   |

### Single
| Rok  | Tytuł        |
| ---- | ------------ |
| 2001 | Breakdown    |
| 2001 | Astounded    |
| 2002 | Mourning     |
| 2004 | Hey Now      |
| 2004 | The Chain    |
| 2004 | After We Go  |
| 2008 | Down and Out |
| 2008 | Fall Down    |
| 2009 | Mind Control |